# GOOD LOOKIN′CLUB
GOOD LOOKIN′CLUB（グッドルッキンクラブ）は日本テレビ系列で2006年10月7日から2007年9月29日まで放送していたバラエティ番組で、出演者は名倉潤（ネプチューン）、アンガールズ（田中卓志、山根良顕）。

## 概要
「人は見た目が10割」をテーマに、ルックスに自信のある素人（あるいはタレントの卵）の男女が出演し、ルックスを武器に恩恵を受けることができるかを検証するロケなどを放送する。
田中卓志をリーダーとする「WHITE LOOKIN'」（正統派の美男美女）、山根良顕をリーダーとする「BLACK LOOKIN'」（ワイルド系・小悪魔系の美男美女）の2チームに分かれる。その他ゲストの芸能人1名が出演。
2007年2月末にリニューアルし、クラブメンバーがルックスを利用して行う企画は姿を消し、物を高額順に並べ替えたりするクイズや、街の美男美女を探す企画などのみが放送されるようになった。現在、クラブメンバーはタレントの後ろにただ並んでいるだけの存在になり、番組に参加するのもその中のごく一部がクイズに答える程度となった。

## スタッフ
- 構成：上野耕平・笹沼大・藤井靖大・西村隆志・ゴージャス染谷・大熊智
- 企画・演出:三觜雅人
- ディレクター：今井大輔、白野勝敏、市川貴弘、武石政人、西山嘉昭、河野安治
- プロデューサー:納富隆治、成瀬広靖、道下綾子
- チーフプロデューサー:梅原幹

過去のスタッフ
- ディレクター：三枝幹直
- プロデューサー:寺内壮

## ネット局と放送時間
| 地域           | 放送局                   | 放送曜日と時間          | 放送日遅れ |
| -------------- | ------------------------ | ----------------------- | ---------- |
| 関東広域圏     | 日本テレビ（番組制作局） | 毎週土曜日 17:00〜17:30 | —          |
| 新潟県         | テレビ新潟               | 毎週土曜日 17:00〜17:30 | —          |
| 静岡県         | 静岡第一テレビ           | 毎週土曜日 17:00〜17:30 | —          |
| 中京広域圏     | 中京テレビ               | 毎週日曜日 25:30〜26:00 | 22日遅れ   |
| 岡山県・香川県 | 西日本放送               | 毎週月曜日 24:56〜25:26 | 6日遅れ    |
| 鳥取県・島根県 | 日本海テレビ             | 毎週日曜日 10:55〜11:25 | 不明       |
| 広島県         | 広島テレビ               | 毎週木曜日 25:26〜25:56 | 不明       |
| 鹿児島県       | 鹿児島読売テレビ         | 毎週火曜日 24:56〜25:26 | 不明       |

- 札幌テレビ・テレビ信州では、2007年3月で打ち切られた。

| 日本テレビ 土曜17:00 - 17:30枠 | 日本テレビ 土曜17:00 - 17:30枠 | 日本テレビ 土曜17:00 - 17:30枠 |
| 前番組                         | 番組名                         | 次番組                         |
| ------------------------------ | ------------------------------ | ------------------------------ |
| ツボ屋与兵衛                   | GOOD LOOKIN′CLUB               | ハリコミらいおん!!             |